# Romanek Etelka
Romanek Etelka (Dorog, 1960. március 25. –), magyar közgazdász, politikus, 2014 és 2019 között egy cikluson át Esztergom város polgármestere a Fidesz–KDNP támogatásával, majd 2019-től Komárom-Esztergom megye önkormányzatának főállású alelnöke.

## Korai évek
Romanek Etelkának két diplomája van, több mint három évtizede dolgozik a közigazgatásban. 1993-tól az önkormányzat munkaügyi szervezetének  kirendeltség-vezetőjeként dolgozott.  Óraadóként  éveken át tanított a Vitéz János Római Katolikus Főiskolán.
2013-ban az Esztergomi Járási Hivatal vezető-helyettese lett, ahol az akkor újonnan létrehozott szervezet felépítése, a Magyary–program megvalósítása, a szükséges képzések koordinálása tartozott a feladatai közé. Tagja a Kormánytisztviselői Kar Területi Etikai Bizottságának.
Mindezek mellett maradt ideje önkéntes, karitatív munkákra is. Közreműködött a Máltai Szeretetszolgálat esztergomi csoportjának létrehozásában és tevékenységében, hosszú ideig végzett karitatív missziós munkát a Mária Iskolatestvérek Szerzetesrend tagjaival az esztergomi cigánytelepen. Segítette a cigánypasztorációs tevékenységet is a katolikus egyház kérésére, de több alkalommal szervezett táborokat árvízkárosult gyermekek számára Esztergomban.

## Esztergom polgármestere
A várost 2010 óta vezető független Tétényi Évával szemben a helyi Fidesz–KDNP a testületben ülő tagjai közül senkit sem indított újra, helyettük tíz új képviselő-jelöltet és egy új polgármester-jelöltet nevezett meg Romanek személyében. A 2014. október 13-án lezajló önkormányzati választáson végül Romanek 5501, míg Tétényi 5092 érvényes szavazatot szerzett, vagyis 3,48% különbséggel Romanek elnyerte a polgármesteri széket. Ezzel ő lett a város rendszerváltást követő negyedik, egyben második női polgármestere. A hivatal formális átadás-átvételére október 27-én került sor, míg az ünnepélyes alakuló ülésre november 5-én, az esztergomi vár lovagtermében, melyen többek között Rétvári Bence államtitkár is részt vett.
2015-ben Romanek úgy nyilatkozott, hogy szerinte az előző városvezetés tartozásokat hagyott hátra, ezért nem tudnak nagyobb fejlesztésekbe belekezdeni, emiatt feljelentéseket szorgalmaz. Nagyobb port kavart továbbá, amikor 2016-ban Romanek egy nyílt testületi ülésen való felszólalásában arról beszélt, hogy szerinte az esztergomi polgárok nem szeretnék, hogy városukba menekülteket telepítsenek, melyet a „migráncs” szóval fogalmazott meg. 2019. május 8-án a polgármester asszony egy delegációval a Vatikánban járt, ahol Ferenc pápának személyesen adott át egy Mindszenty-szobrot ábrázoló kisplasztikát és a korábban az emlékmű esztergomi avatásakor készült fényképet.
| Elődje: Tétényi Éva | Esztergom polgármestere 2014 – 2019 | Utódja: Hernádi Ádám |